# رحلة السندباد السابعة
رحلة السندباد السابعة (بالإنجليزية: The 7th Voyage of Sinbad)‏ هو فيلم رسوم متحركة مغامرة خيالي بطولي ملون من عام 1958 من كولومبيا بيكتشرز، أنتجه تشارلز شناير، من إخراج ناثان جورن، بطولة كيروين ماثيوز، وتورين تاتشر، وكاثرين غرانت، وريتشارد آير، وأليك مانجو.
كان هذا أول فيلم من أفلام السندباد الثلاثة من كولومبيا، فيما كان فيلمان هما «رحلة سندباد الذهبية» (1973) والسندباد وعين النمر (1977). تم تصوير أفلام السندباد الثلاثة جميعها بواسطة راي هاريهاوسن الذي استخدم الرسوم المتحركة ذات الشاشة العريضة وتقنية إيقاف الحركة التي أنشأها والتي تسمى دايناميشون.
في حين أن الفيلم مشابه، إلا أن الفيلم لا يتبع قصة حكاية «الرحلة السابعة من السندباد البحري»، لكنه بدلاً من ذلك يشترك في الكثير من الرحلات الثالثة والخامسة للسندباد.
تم اختيار الرحلة السابعة للسندباد في عام 2008 للحفاظ عليها في سجل الولايات المتحدة الوطني للأفلام من قبل مكتبة الكونجرس بأنها «ذات أهمية ثقافية، أو تاريخية أو جمالية».

## الحبكة
ينزل السندباد البحري (كيروين ماثيوز) وطاقمه من سفينتهم في جزيرة كولوسا، حيث يقابلون سوكورا الساحر (تورين تاتشر) الفار من السايكلوب. على الرغم من أنه يهرب، يفقد سوكورا مصباح سحري إلى المخلوق. يرفض سندباد نداءاته اليائسة للعودة إلى الجزيرة لأن باريسا، أميرة شاندرا (كاثرين غرانت)، على متن السفينة. وقع سندباد في حبها، وزواجها القادم يهدف إلى تأمين السلام بين أرض والدها وموطن سندباد في بغداد.

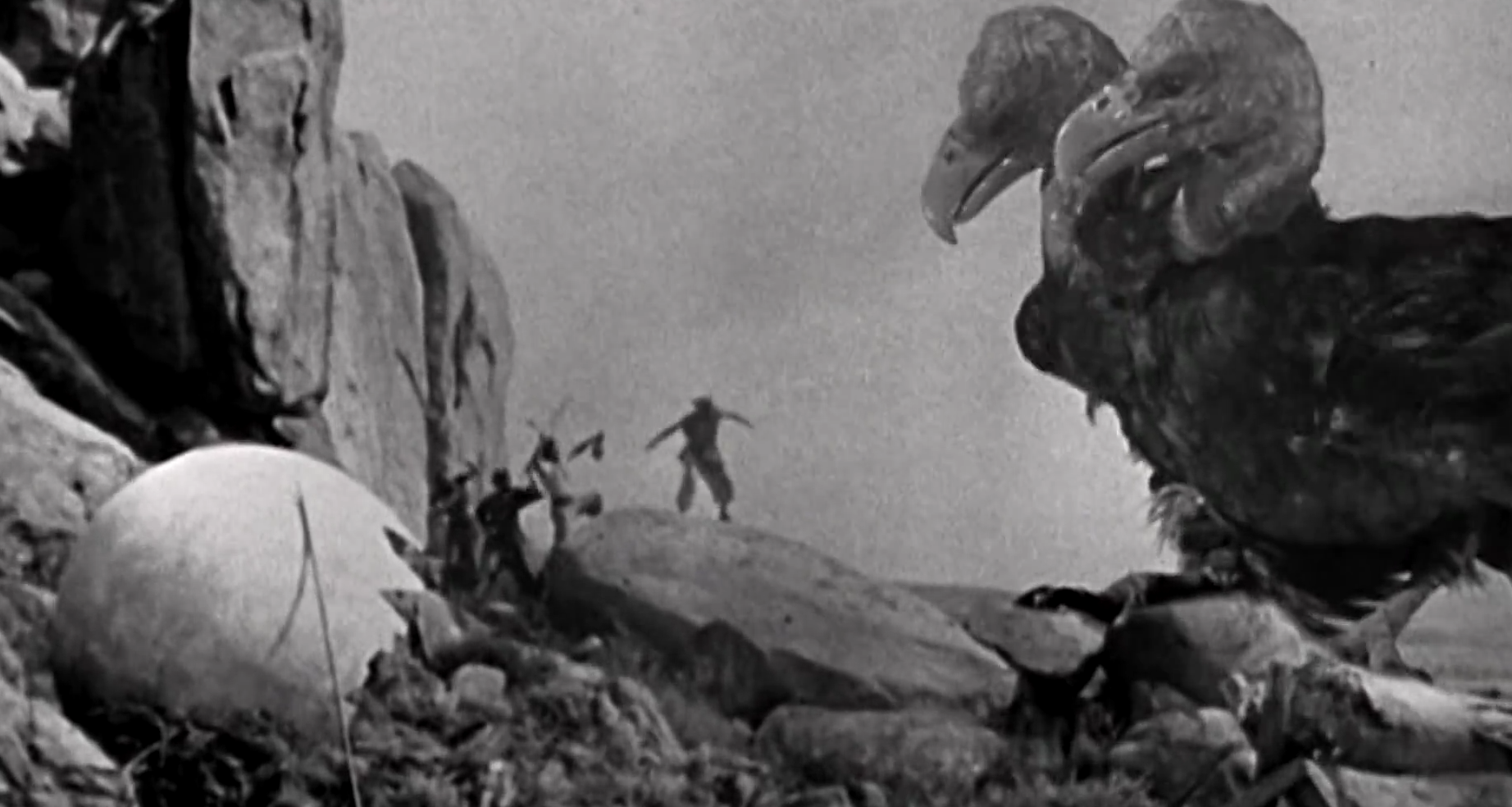
سندباد ورجاله بمواجهة الرخ.

بعد وصوله إلى بغداد، يقوم سوكورا بأداء السحر في أحتفالات ما قبل الزفاف، وتحويل خادمة باريسا مؤقتا إلى امرأة حية، ولكن على الرغم من براعته ونبوءاته المظلمة حول الحرب بين بغداد وشاندرا، يرفض الخليفة من بغداد (أليك مانجو) مساعدة الساحر للعودة إلى كولوسا. في وقت لاحق من تلك الليلة، قلص سوكورا الأميرة سراً، مما أغضبت والدها، سلطان شاندرا (هارولد كاسكت)، الذي أعلن الحرب على بغداد. يستسلم السندباد والخليفة لسوكورا، الذي يشرح أن قشرة بيضة الرخ مطلوبة للجرعة لأستعادة باريسا، ويمكن العثور عليها فقط في كولوسا. يتقدم سوكورا للسندباد مخططًا لعرادة عملاقة للحماية من المخلوقات العملاقة في الجزيرة.
يستعين سندباد بطاقم إضافي من بين المدانين في سجون الخليفة. قبل أن يصلوا إلى كولوسا، يتمرد العصاة ويعتقلوا سوكورا وسندباد ورجاله. أثناء عاصفة عنيفة، كانت أصوات الشياطين المتحمسين من جزيرة جنوب كولوسا تحرك الطاقم على الأغلب، مما يعرض السفينة للخطر. أحد الرجال يطلق سراح السندباد حتى يتمكن من إنقاذ السفينة، في حين أن زعيم المتمردين يسقط حتى الموت من عش الغراب.
في كولوسا، سندباد وسوكوراه وستة آخرين يدخلون وادي السايكلوب، يليه مساعد السندباد الموالي هاروفة (ألفريد براون). يتقسم السندباد وسوكوراة قواتهما. يجد السندباد ورجاله كهف كنز السايكلوب، لكن يتم القبض عليهم من قبل أحد المخلوقات ويقفون في قفص خشبي. في هذه الأثناء، يسترد سوكورا المصباح السحري، ولكن يطارده العملاق الذي يقتل ثلاثة من رجاله. وبمساعدة باريسا، ينجح السندباد في الهروب، ثم يعمي المخلوق أحادي العين ويجذبه بعيداً عند حافة الجرف حتى يسقط ويموت. يقرر السندباد إبقاء المصباح حتى يتم إرجاع باريسا إلى حجمها الطبيعي.
يقود سوكورا السندباد ورجاله الجائعين إلى مكان عش الرخ العملاق. ويفتح رجال السندباد البيضة ويحمصون الفرخ الذي لم يولد بعد. وبينما يأكل الرجال، تدخل باريسا المصباح السحري وتصادق الجني الطفولي في الداخل، باراني (ريتشارد آير)، الذي يخبرها كيف تستدعيه مقابل وعدها بالحرية. تعود الرخ الأم وتقضي على باقي الرجال. يحاول السندباد استدعاء الجني، لكن الرخ يقوم بإمساكه، ويسقطه فاقداً للوعي في عشه. وسوكورا يقتل هاروفا ويختطف الأميرة ويقلها إلى قلعة تحت الأرض.
يستيقظ السندباد ويمسك المصباح السحري، ويستدعي باراني، الذي يأخذ سندباد إلى قلعة سوكورا ويساعده في الهرب من التنين المقيد. يصل السندباد إلى سوكورا الذي يعيد الأميرة إلى وضعها الطبيعي. عندما يرفض السندباد تسليم المصباح، يقوم الساحر بتنشيط محارب عظمي، يحاربه السندباد ويدمره. وبمساعدة الجني، يتجه السندباد وباريسيا للخروج من الكهف، ويتوقفان لتدمير المصباح عن طريق رميه في بركة من الحمم البركانية، وبالتالي تحرير باراني.
تاركين الكهف، ويواجهوا عملاق آخر. يطلق السندباد التنين، الذي يحارب ويقتل العملاق. ينجو سندباد وباريسا، لكن سوكورا يأمر التنين بمطاردتهم. يتوجه السندباد إلى الشاطئ، حيث كان رجاله يستعدون لنصب القوس العملاق، ويستخدمونه لقتل التنين. ينهار التنين المحتضر على سوكورا، ساحقاً إياه حتى الموت. يغادر سندباد وباريسا والطاقم المتبقي إلى بغداد. وينضم إليهم باراني، الذي أصبح الآن إنسانًا، والذي يعيّن نفسه كصبيّ لسندباد، ويعرض، في آخر عمل سحري، سندباد وباريسيا مع كنز من كهف العملاق كهدية للزفاف.

## الممثلون
- كاثرين جرانت في دور الأميرة باريسا
- ريتشارد آير في دور براني، الجني
- تورين ثاتشر في دور سوكورا
- اليك مانجو في دور خليفة بغداد
- هارولد كاسكت في دور السلطان، والد باريسا
- ألفريد براون في دور حاروفة، رجل السندباد الأيمن الموالي
- نانا ديهيريرا في دور سادي
- نينو فالانغا في دور البحار غاونت
- لويس جيديس في دور فرد الطاقم
- فيرجيليو تيكسيرا في دور علي
- داني جرين في دور الكريم

## الإنتاج
استغرق راي هاري هاوزن 11 شهرًا لإكمال الرسوم المتحركة ذات الألوان الكاملة والشاشة العريضة وتقنية إيقاف-الحركة لرحلة السندباد السابعة. تم استخدام علامة «دايناميشون» من هاريهاوسن لأول مرة في هذا الفيلم.
أعطى هاريهاوسن سايكلوبس قرن وساقين الماعز وحوافر مشقوقة وهي فكرة مبنية على مفهوم الإله اليوناني بان. ورفعت الكثير من تصميم المخلوق (على سبيل المثال الجذع والصدر والذراعين والاتزان وأسلوب الحركة) من مفهومه عن يمير (مخلوق فينوسيان من 20 مليون ميل إلى الأرض). أستخدم نفس المحرك لكل من الشخصيات. للقيام بذلك، أضطر إلى تفكيك يمير، وإزالة جسم المطاط الأخير.
بحث هاريهاوسن في مسلسل المرأة-الكوبرا (عندما كان سوكورا يلتقي بالخليفة والسلطان) بمشاهدة راقصة في بيروت، لبنان. أثناء الأداء، يقول هاريهاوسن: «كان الدخان يغطي سترتي. ظننت بأنني أحترق! أتضح أن الرجل الذي كان يجلس خلفي كان يدخن الشيشة!» إن السايكلوبس هي الشخصية الأكثر شعبية في الفيلم، ولكن الشخصية المفضلة لهاريهاوسن كانت المرأة-الكوبرا، وهي مزيج من خادمة الأميرة باريسا، سادي، وأفعى الكوبرا.
كان السيناريو الأصلي للفيلم ذروة شملت أثنين من السايكوبس يخوضان قتالاً. في النسخة النهائية، ومع ذلك، ظهرت معركة واحدة للسايكوبس ضد التنين. كان نموذج التنين أطول من ثلاثة أقدام وكان من الصعب جداً تحريكه. أستغرق تسلسل المعركة ما يقرب من ثلاثة أسابيع لهاريهاوسن لإكماله. في الأصل، كان من المخطط للتنين بأن ينفث النار من فمه خلال التسلسل بأكمله، ولكن التكلفة اعتبرت عالية جداً. لذا، فإن المشاهد الذي ينفث التنين النار فيها، أستخدم هاري هاهاوسن قاذف اللهب بها، وتم قذف النار من 30 إلى 40 قدمًا نحو سماء الليل.
أثبتت ساحة القتال بين السندباد والهيكل العظمي شعبية كبيرة مع الجماهير التي أعادها هاريهاوسن وتمت توسعة المشهد بعد خمس سنوات، وهذه المرة كانت مجموعة من سبعة هياكل عظمية مسلحة تقاتل البطل اليوناني جيسون ورجاله في عام 1963 هو جيسون والمغامرون.
تم تفكيك شخصية المرأة-الكوبرا التي اعتُمدت في الفيلم بعد 20 سنة من أجل عمل شخصية ميدوسا في فيلم هاريهاوسن الأخير، أشتباك الجبابرة.[بحاجة لمصدر]

## مصدر الفيلم
ألَّف التسجيل الموسيقي، بيرنارد هيرمان، الذي عُرف في ذلك الوقت بتعاونه مع المخرج ألفريد هيتشكوك، واصل هيرمان كتابة التسجيلات لثلاثة أفلام أخرى لهاريهاوسن: الجزيرة الغامضة، و 3 عوالم جاليفر، وجيسون والمغامرون. من الأربعة، أعتبر هاريهاوسن التسجيل لرحلة السندباد السابعة بكونها الأفضل، بسبب التعاطف مع تركيبة هيرمان الرئيسية التي تم استحضارها للموضوع.
منتج الموسيقى التصويرية روبرت تاونسون، الذي أعاد تسجيل الموسيقى في عام 1998 مع الأوركسترا الوطنية الملكية الاسكتلندية، وصف الموسيقى بأنها غنية وحيوية، وعلق قائلا «أود أن أشير إلى رحلة السندباد السابعة كواحدة من التسجيلات التي تؤكد صحة معظم موسيقى الأفلام عبارة عن شكل فني ومنتدى حيث يمكن للمؤلف الموسيقي العظيم أن يكتب مقطعاً عظيماً من الموسيقى، وبأعتباره تركيبة نقية، أضع السندباد بجانب أي شيء آخر مكتوب في هذا القرن ولا أشعر بالقلق من قدرته على الوقوف بمفرده.»

## الأستقبال
تستمر رحلة السندباد السابعة بمراجعة جيدة من قبل النقاد، حيث يرى الكثيرون أنها أفضل فيلم لفرقة «السندباد». ويحمل الفيلم نسبة موافقة 100٪ على موقع الطماطم الفاسدة، حيث أشار العديد من المراجعين إلى قيمته الحنينية. قال كين هانكه، أحد ناقدي شركة ماونتانت إكسبرس، «ذاكرة الطفولة من أكثر الأنواع إقناعاً.»
قوائم معهد الفيلم الأمريكي
- م.ف.أ 100 عام...100 فيلم أثارة رشح[14]
- م.ف.أ 100 عام...100 بطل و شرير:
  - سندباد - رشح كبطل[15]
- م.ف.أ أفضل 10 من 10- رشح كفيلم خيالي[16]

المنتج إدوارد سمول، الذي أعجب بنجاح الفيلم، أنتج فيلمًا خياليًا بمفرده في عام 1962 بعنوان جاك قاتل العمالقة، مستخدمًا طاقم التمثيل الرئيسي من الرحلة السابعة، كيروين ماثيوس في دور جاك وتورين تاتشر بدور الساحر الشرير بيندراغون، كنجوم الفيلم.

## تكييف الكتاب الهزلي
- ديل أربع الوان #944 (سبتمبر 1958)[17][18]
- مارفل سبوتلايت #25 (كانون الأول / ديسمبر 1975)[19]

## روابط خارجية
- رحلة السندباد السابعة على موقع IMDb (الإنجليزية)
- رحلة السندباد السابعة على موقع روتن توميتوز (الإنجليزية)
- رحلة السندباد السابعة على موقع نتفليكس (الإنجليزية)
- رحلة السندباد السابعة على موقع قاعدة بيانات الأفلام العربية
- رحلة السندباد السابعة على موقع ألو سيني (الفرنسية)
- رحلة السندباد السابعة على موقع Turner Classic Movies (الإنجليزية)
- رحلة السندباد السابعة على موقع أول موفي (الإنجليزية)
- رحلة السندباد السابعة على موقع فيلمافينيتي (الإسبانية)
- رحلة السندباد السابعة على موقع قاعدة بيانات الأفلام السويدية (السويدية)
- رحلة السندباد السابعة على موقع قاعدة بيانات الفيلم (الإنجليزية)